# Castell del Rey
Castell del Rey es una localidad y pedanía del municipio de Almería (Andalucía-España), situada a 3 km del núcleo principal. Se trata de una urbanización construida en los años 1960 que, en 2022, contaba con 218 habitantes (INE). Está formada por el propio núcleo de Castell del Rey, y los Apartamentos Espejo del Mar, limitando con Enix.

## Geografía
Se encuentra en la parte occidental de término municipal de Almería, 3 km al este de la capital. Está sobre los acantilados costeros de la Sierra de Enix, en las estribaciones orientales de la Sierra de Gádor.

## Historia

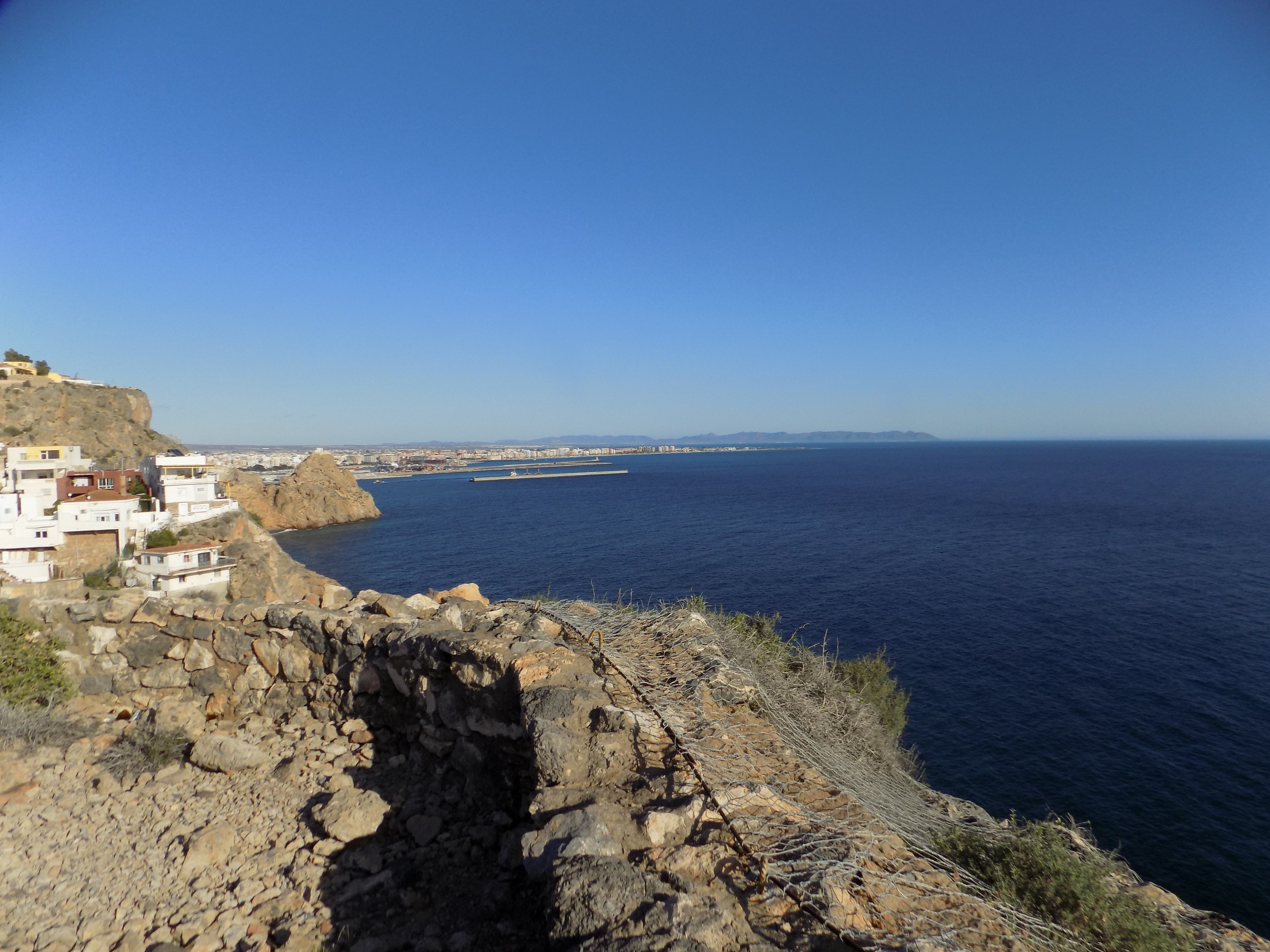
Vista desde el nido antiaéreo de Castell del Rey.

En los alrededores de la carretera de acceso a la localidad se construyeron una serie instalaciones militares, hoy abandonadas, durante el transcurso de la Guerra civil española, entre las que se encontraba una ametralladora antiaérea y un polvorín para almacenar su munición. Al terminar la contienda, la zona fue abandonada y sólo usada como pastos durante décadas.
La pedanía de Castell del Rey fue fundada hacia 1966 por Manuel Fraga, en una época encuadrada por la expansión del turismo de masas en España. Su diseño fue encargado al arquitecto local Fernando Cassinello.
La intención era crear una urbanización de lujo para atraer a turistas internacionales. Dos empresarios, a través de la promotora Castell del Rey S.A, realizaron el proyecto. Tras la construcción de una docena de calles, quedó abandonado. Con los primeros años, la urbanización fue ocupada por franceses y belgas, que al poco tiempo, debido a la precaria situación de la urbanización, vendieron sus viviendas que fueron compradas por los vecinos de la ciudad buscando un lugar cercano a la misma pero que fuese tranquila. La urbanización no tenía alumbrado público ni aceras ni calles asfaltadas, ni siquiera agua corriente. Con la lucha vecinal fueron implantándose los servicios básicos que faltaban, siendo incorporado como pedanía del municipio de Almería en 1986. En el 2017, se instala un semáforo con sensor en los accesos al pueblo, ya que presentaban una alta peligrosidad. En el 2018, se construye un acerado para acceder de manera peatonal a la localidad.

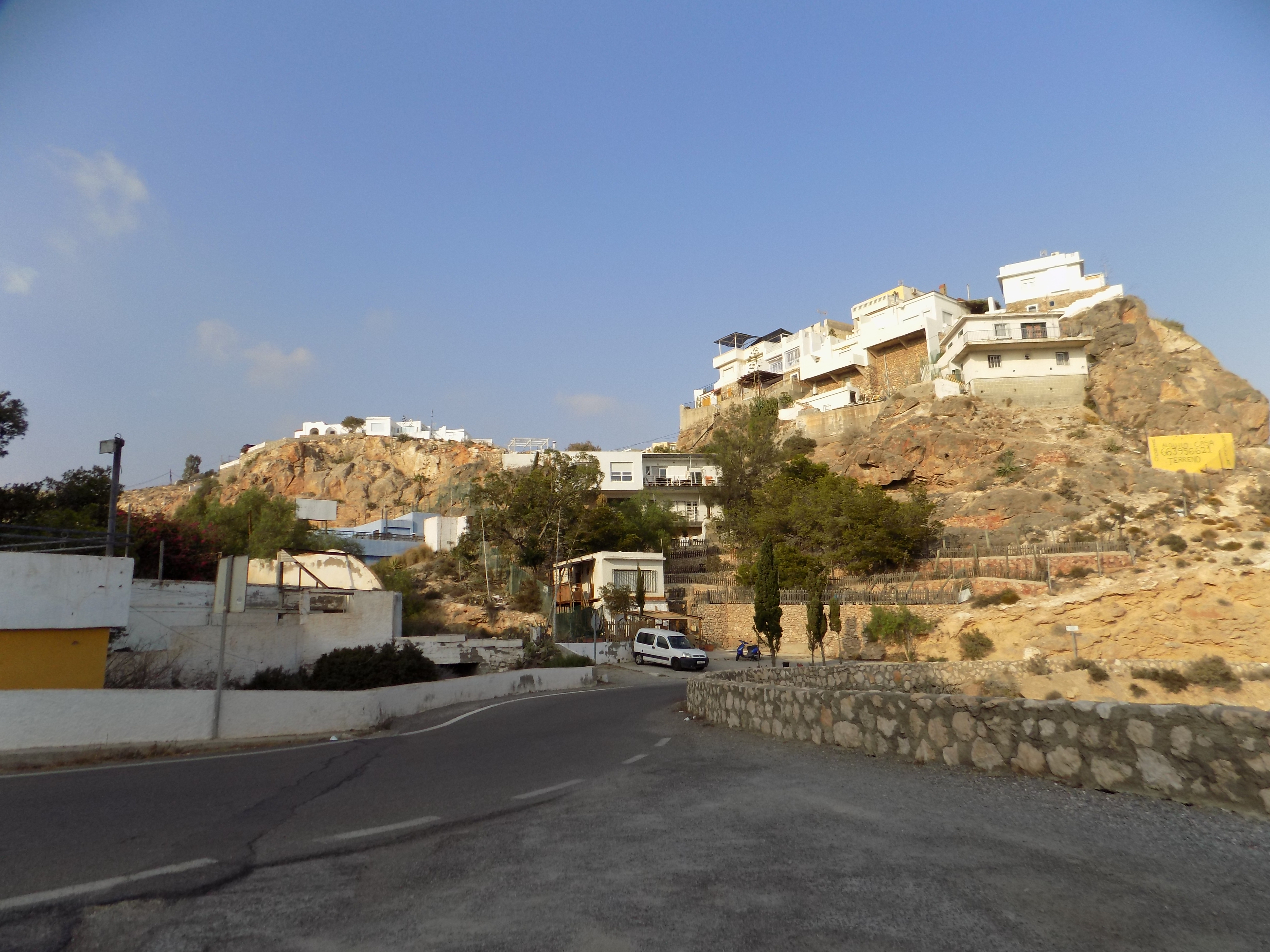
Acceso a Castell del Rey

## Demografía
| Gráfica de evolución demográfica de La Envía entre 2000 y 2022     |
|                                                                    |
| Población de derecho (2000-2022) según el padrón municipal del INE |

## Transporte
Tras un histórico destierro en cuestión de transporte público, a partir del 26 de junio de 2017, el pueblo se conecta por primera vez a la capital por un microbús. Estando encuadrado dentro del Consorcio Metropolitano de Transportes del Área de Almería, la línea que une a la capital con Enix y Felix, hace parada en Castell del Rey a las 7:30 horas, llegando a la Estación intermodal de Almería a las 7:50. El viaje de vuelta, sale a las 15:15 de la Estación intermodal de Almería hacia Castell del Rey. En el 2018, se amplía el servicio de autobuses, habiendo un viaje los martes y jueves a las 9:15, y saliendo de la Estación intermodal de Almería a las 13:15.

## Fiestas
La pedanía no tiene patrón ni patrona ni siquiera iglesia, pero celebra sus fiestas. Las mismas, llamadas Fiesta del agua, celebran la llegada del agua corriente al pueblo en 1996, gestionado por el entonces alcalde Juan Megino. Hasta entonces, un camión cisterna iba dos veces por semana a la localidad a rellenar los aljibes que tenían los vecinos como depósito de agua. En las mismas se celebran actividades para los niños y actividades para adultos, tales como concursos gastronómicos.

## Equipamientos de uso público
El pueblo es un lugar eminentemente residencial, en el cual no existen comercios ni otros servicios públicos como colegios. Las únicas instalaciones de que dispone son una pista polideportiva con iluminación y unos juegos infantiles. En el 2020, el Ayuntamiento de Almería sacó a licitación la construcción de un centro vecinal, histórica demanda de los vecinos.

## Vecinos ilustres
- David Bisbal. Tiene una casa en el pueblo y pasa los veranos allí.[15]